# 청운초등학교 (전북)
청운초등학교는 대한민국 전북특별자치도 김제시 금구면 청운리에 있는 공립 초등학교이다.

## 학교 연혁
- 1920. 04. 04. 청운의숙 설립
- 1943. 04. 19. 청운공립초등학교 개교
- 1984. 03. 01. 청운초등학교 병설유치원 개설
- 1996. 03. 01. 청운초등학교로 개칭
- 2014. 02. 12. 청운초등학교 제66회 졸업식 (총 졸업생 누적 2476명)
- 2014. 02. 12. 청운초등학교 병설유치원 제29회 졸업식 (총 졸업생 누적 294명)
- 2014. 03. 01. 제23대 이정란 교장선생님 부임

## 참고 자료
- 청운초등학교 - 한국교육학술정보원 학교알리미